# Операция «Мясной фарш»
Эта статья о британской секретной операции, статью об одноименном фильме см. Операция «Мясной фарш» (фильм).
Операция «Мясной фарш» (англ. Operation Mincemeat) — успешная британская операция по дезинформации, проведённая во время Второй мировой войны. Операция убедила высшее германское командование в том, что союзные силы планируют вторгнуться в Грецию и Сардинию в середине 1943 года, тогда как истинной целью была Сицилия. 
В результате инсценированной «авиакатастрофы» в Германию попали поддельные «совершенно секретные документы», содержащие детали вторжения союзников в Европу. Документы были найдены у трупа, вынесенного волнами к берегам Испании, одетого в форму британского офицера. 
Автором операции был капитан первого ранга Ивен Монтегю (сын барона Суэйтлинга).
Подробности операции были изложены в книге 1953 года «Человек, которого не было» (в 1956 году по книге вышел одноимённый фильм). В 2022 году в прокат вышел ещё один художественный фильм с одноимённым названием.

## Операция
Британская военно-морская разведка подготовила «утопленника» (на самом деле — бездомного, умершего от отравления крысиным ядом), одетого в мундир капитана с временным званием майора королевской морской пехоты. У погибшего были документы на имя армейского курьера Уильяма Мартина.
Тело при помощи британской подводной лодки «Сераф» 30 апреля 1943 года доставили к берегам около города Уэльва (район Кадисского залива). Для поддержания легенды англичане обращались в МИД Испании с просьбой вернуть тело британского офицера, погибшего в результате авиакатастрофы. Кроме того, в газете «Таймс» была опубликована заметка о гибели офицера морской пехоты W. Martin (по совпадению, имя «Мартина» в списке погибших оказалось между фамилиями адмирала Бивора и капитана первого ранга Мака, которые, как и «курьер», погибли при падении самолёта).
К запястью трупа был прикреплён наручниками чемоданчик, внутри которого была записка с грифом «Лично и совершенно секретно». В ней говорилось, что союзнические войска собираются вторгнуться в Грецию.
Несмотря на нейтральный статус Испании, она была наводнена немецкими агентами. Немцам потребовалось две недели, чтобы добраться до содержимого чемоданчика, и вскоре после этого фотографии фальшивых документов легли на стол к Гитлеру.

## Результаты
Подделка произвела на Гитлера столь большое впечатление, что он отверг мнение Муссолини, утверждавшего, что высадка союзников произойдет в Сицилии, и начал готовить оборону Греции, Сардинии и Корсики.
Для организации обороны в Грецию «военным атташе» был направлен Роммель, туда же из Франции была отправлена одна танковая дивизия (1Pz.div.), а ещё двум танковым дивизиям было приказано готовиться к отправке из Советского Союза (предположительно «LSSAH» и управление 2 TK CC), с Восточного фронта, накануне решающих танковых боёв на Курском выступе.
9 июля началась высадка союзников в Сицилии. Тем не менее, немецкое командование ещё две недели полагало, что основной удар будет нанесён в Греции, и задерживало переброску войск в Сицилию, упустив решающее время для организации отпора.